# Campionatul Internațional de Scrimă din 1921
Primul Campionat Internațional de Scrimă  s-a desfășurat la Paris, Franța în anul 1921.

## Rezultate

### Masculin
| Probă               | Aur                 | Argint                | Bronz                        |
| Spadă la individual | Lucien Gaudin (FRA) | Émile Cornereau (FRA) | Henri Wijnoldy-Daniëls (NED) |

## Clasament pe medalii
| Loc   | Țară          | Aur | Argint | Bronz | Total |
| ----- | ------------- | --- | ------ | ----- | ----- |
| 1     | Franța        | 2   | 0      | 0     | 2     |
| 2     | Țările de Jos | 0   | 0      | 1     | 1     |
| Total | Total         | 1   | 1      | 1     | 3     |